# Радостовец, Николай Владимирович
Николай Владимирович Радостовец — казахстанский государственный и общественный деятель, исполнительный директор ОЮЛ «Республиканская ассоциация горнодобывающих и горно-металлургических предприятий», президент РОЮЛ «Союз товаропроизводителей и экспортеров Казахстана».

## Биография
В 1976 году окончил Алма-Атинский институт народного хозяйства по специальности экономист, в 1990 году докторантуру Академии наук СССР — доктор экономических наук, профессор.
Трудовую деятельность начал в 1976 году в Академии наук Казахской ССР в должности экономиста, затем младший научный сотрудник, учёный секретарь, руководитель творческой группы.
В 1988 году — докторант Академии наук Казахской ССР.
В 1990 году — заведующий сектором проблем самоуправления и реализации отношений собственности Академии наук Казахской ССР.
В 1991 году — заведующий отделом антимонопольной политики и развития конкуренции Института экономики Академии наук Казахской ССР.
С 1990 по 1991 год — Консультант Верховного Совета Республики Казахстан по вопросам экономической реформы.
С 1991 по 1994 год — Заместитель председателя Государственного комитета по поддержке экономических структур и ограничению монополистической деятельности.
В 1994 году — Заместитель председателя Комитета по ценовой и антимонопольной политике.
В 1997 году — Председатель Комитета по ценовой и антимонопольной политике Агентства по стратегическому планированию и реформам Республики Казахстан.
С 2 июля 1998 года — Председатель Комитета Республики Казахстан по регулированию естественных монополий и защите конкуренции, позже — Министр.
С 25 января 1999 года — Председатель Агентства Республики Казахстан по регулированию естественных монополий и защите конкуренции.
С 1999 по 2000 год — Министр труда и социальной защиты населения Республики Казахстан.
С 2000 по 2004 год — Председатель, Вице-президент «Евразийской промышленной ассоциации».
В 2003 году — Генеральный директор ОЮЛ «Ассоциации экспортеров Казахстана».
С 2004 — Президент РОЮЛ «Союз товаропроизводителей и экспортеров Казахстана».
С 2005 года — Исполнительный директор ОЮЛ «Республиканская ассоциация горнодобывающих и горно-металлургических предприятий».

## Научные труды и публикации
Автор книг «Общественные фонды потребления» (1983, в соавт.), «Встречное планирование: теория и практика» (1984), «Новые формы соревнования в системе хозяйственного механизма» (1984, в соавт.), «Соревнование и эффективное использование ресурсов» (1985), «Организация социалистического соревнования: региональный подход» (1987, в соавт.), «Коллективный подряд: организация, учёт, контроль» (1987, в соавт.), «Трудовой коллектив: демократизация управления производством» (1989, в соавт.)

## Семья
Отец — Владимир Константинович Радостовец (1926—1998) — известный казахстанский учёный, доктор экономических наук, профессор, заслуженный деятель науки и техники Республики Казахстан, почётный член Палаты аудиторов Республики Казахстан. Автор 370 публикаций, 35 учебников, 62 практических пособия, 189 научных статей, принимавший ключевое участие в разработке первых казахстанских законов «Об аудиторской деятельности в Республике Казахстан» и «О бухгалтерском учёте и финансовой отчетности», Казахстанских стандартов по бухгалтерскому учёту и аудиту.

## Награды
- Орден Курмет (2007)
- Орден Парасат (2013)[3]
- Действийтельный член РАЕН (2016)